# 鈴木沙弥香
鈴木 沙弥香（すずき さやか、1996年2月16日 - ）は、福島県いわき市出身の元ハンドボール選手。日本ハンドボールリーグのソニーセミコンダクタマニュファクチャリングに所属していた。

## 経歴
日本体育大学時代は2014年に第5回女子ユース世界選手権の日本代表U-18に選出された。
2017年はカザフスタン代表との親善試合「ヤングおりひめトライアルゲームズ」の日本代表U-22に選出。
2018年に日本ハンドボールリーグのソニーセミコンダクタマニュファクチャリングへ加入。
2019年に引退。

## 詳細情報

### 年度別成績
| 年       | チーム   | 試合 | フィールド 得点 | 率   | 7m  | 合計 | 警告 | 退場 | 失格 |
| -------- | -------- | ---- | --------------- | ---- | --- | ---- | ---- | ---- | ---- |
| 2018-19  | ソニー   | 19   | 2/3             | .667 | 0/0 | 2/3  | 0    | 0    | 0    |
| 2019-20  | ソニー   | 0    | 0/0             | -    | 0/0 | 0/0  | 0    | 0    | 0    |
| JHL：2年 | JHL：2年 | 19   | 2/3             | .667 | 0/0 | 2/3  | 0    | 0    | 0    |

### 記録
- フィールドゴール初得点：2018年9月22日、対大阪ラヴィッツ戦（霧島市国分体育館）[4]

### 背番号
- 17 (2018 - 2019年)

## 代表歴

### 日本代表U-22
- ヤングおりひめトライアルゲームズ (2017年)

### 日本代表U-18
- ユース世界選手権 (2014年)